# Luttange
Luttange es una comuna francesa situada en el departamento de Mosela, en la región de Alta Francia.

## Demografía
| 479 | 456 | 574 | 604 | 682 | 752 | 900 |
| Para los censos de 1962 a 1999 la población legal corresponde a la población sin duplicidades (Fuente: INSEE [Consultar]) |     |     |     |     |     |     |